# Mick Brigden
Michael Douglas Brigden, mais conhecido por Mick Brigden (Southend-on-Sea, 4 de novembro de 1947 - Santa Rosa, California, 5 de setembro de 2021) foi um produtor musical, empresário e diretor artístico inglês.
Brigden é um dos fundadores do selo Wolfgang Records, conhecido por lançar os discos de Eddie Money. Ao longo de sua carreira, ele trabalhou como produtor e empresário de vários músicos e bandas como The Rolling Stones, Bob Dylan, Peter Frampton, Van Morrison, Carlos Santana, Joe Satriani, Sammy Hagar, Eddie Money e Humble Pie.

## Carreira
Nascido em 4 de novembro de 1947 em Southend-on-Sea, Inglaterra, Brigden partiu para o Canadá aos 19 anos, estabelecendo-se em Toronto como artista gráfico antes de encontrar seu caminho para Nova York após conhecer Felix Pappalardi, da banda Mountain de Long Island no final dos anos 1960 e se tornar o gerente de turnê dessa banda. Ele deu uma grande contribuição para o sucesso da organização do grupo em Woodstock em 1969.
Em 1976, depois de trabalhar para Bill Graham por sete anos, Mick assumiu as rédeas da divisão de gerenciamento da BGM (Bill Graham Management), co-liderando ao lado de Arnie Pustilink, que recentemente sucumbiu ao câncer em 20 de agosto. Recentemente, Brigden disse à Billboard sobre seus 25 anos de trabalho. relacionamento com Pustilnik "Acho que nós dois formamos um relacionamento lado esquerdo do cérebro e lado direito do cérebro que funcionou muito bem para nossos atos", Pustilnik era o lado da promoção de rádio com Brigden mais adepto dos lados criativos e de turnê.
Enquanto trabalhava na BGM, Brigden e Pustilnik lançaram o selo distribuído pela Columbia, Wolfgang Records, no final dos anos 1970. A primeira contratação da gravadora foi o artista promissor Eddie Money e lançou sua estreia com platina dupla em 1977, seguido por mais quatro álbuns. Nos anos 1980 o selo diminuiu, mas em 1995 reviveu quando lançaram Money's Love e Money entre outros.
No início de 1988, Brigden conheceu Joe Satriani quando este trabalhava na turnê do Mick Jagger, e iniciaram uma parceria de longa data, que abrangeu vários álbuns, shows ao vivo e nas turnês do G3.
Após a morte de Graham em 1991, Brigden e Pustilnik se juntaram a 13 outros funcionários de Bill Graham comprando 90% da empresa com os 10% restantes detidos pelos dois filhos de Graham. No início dos anos 2000, quando a saúde de Pustiknik começou a piorar, ele e Brigden venderam o negócio de gerenciamento e Brigden abriu o MJJ com Satriani como seu único cliente.
Mais tarde, Brigden juntou forças com o empresário de longa data Sammy Hagar, "Carter" (também conhecido como John Carter) gerenciando Chickenfoot, o novo grupo de rock que Hagar formou com Joe Satriani, Michael Anthony e Chad Smith antes de Carter morrer de câncer há pouco mais de uma década. Mais recentemente, Brigden trouxe ex-alunos de Bill Graham, Morty Wiggins, para fazer parceria nas tarefas diárias de gerenciamento de Satriani.
Depois de muitos anos morando em Marin Country, Mick se estabeleceu, com Julia, nas colinas vitivinícolas de Santa Rosa em 2001. Foi aqui que ele descobriu um novo talento para o cultivo de uvas em seu vinhedo, usado para fazer um exclusivo Owl Ridge cabernet. Brigden também era um verdadeiro entusiasta do ciclismo e da velha escola - ele andava em uma bicicleta vintage Bianchi com armação de aço que comprou e enviou da Itália durante a enorme turnê européia dos Rolling Stones de 1982 em que trabalhou.

### Morte
O produtor musical britânico Mick Brigden, casado com Julia Dreyer Brigden e pai de dois filhos, morreu tragicamente em 5 de setembro de 2021, aos 73 anos, após sofrer um ataque cardíaco enquanto cavava um cemitério para seu cachorro no jardim de sua casa. casa da família em Santa Rosa , Califórnia.

## Prêmios e Indicações
| Ano  | Prêmio                                          | Categoria                              | Trabalho Indicado               | Resultado | Ref.   |
| ---- | ----------------------------------------------- | -------------------------------------- | ------------------------------- | --------- | ------ |
| 1988 | CableACE Awards                                 | Série Musical                          | Saturday Night Concerts         | Indicado  | [ 10 ] |
| 2014 | 64th American Cinema Editors (ACE) Eddie Awards | Anthony Bourdain: Parts Unknown: Tokyo | Best Edited Non-Scripted Series | Venceu    | [ 11 ] |